# آب‌انبار دق
آب‌انبار دق مربوط به دوره صفوی - تا دوره افشار است و در شهرستان اردکان، بخش مرکزی، کشتزار اصیل واقع شده و این اثر در تاریخ ۱۸ اسفند ۱۳۸۷ با شمارهٔ ثبت ۲۵۰۸۷ به‌عنوان یکی از آثار ملی ایران به ثبت رسیده است.